# Brachypterolus antirrhini
Brachypterolus antirrhini är en skalbaggsart som först beskrevs av Murray 1864.  Brachypterolus antirrhini ingår i släktet Brachypterolus, och familjen kullerglansbaggar. Arten har ej påträffats i Sverige.